# 虞候
虞候（hòu），为中国古官名。在春秋時期本為掌管山泽之官。南北朝時期北朝開始出現同名軍職，與前者並無演變關係。

## 沿革
春秋時期齊國初設。《左传》：“薮之薪蒸，虞候守之。”《疏》曰：“水希曰薮，则薮是少水之泽。立官使之候望，故以虞候为名也。”
南北朝時期北魏邊鎮的低級軍吏職稱。宇文泰相西魏始置虞候都督，隋、唐、五代、宋各朝沿设具「虞候」一詞的軍職，都虞候为高级武官，也有低级武职如将虞候、院虞候和作为官僚侍从跟班的虞候，如《水浒》中陷害林冲的陆谦。因此官名近代以来不再使用，易读错为“虞侯”。